# São João de Pirabas
São João de Pirabas is een gemeente in de Braziliaanse deelstaat Pará. De gemeente telt 19.900 inwoners (schatting 2009).